# ラングHS.30歩兵戦闘車
HS.30歩兵戦闘車ラング（ドイツ語: Schützenpanzer Lang HS.30）は、1950年代に開発され、主に西ドイツ（ドイツ連邦共和国）が導入していた歩兵戦闘車である。「SPz.12-3（歩兵戦闘車12-3型）ラング」の名で制式化され、西ドイツ陸軍に配備された。
同時期に開発されたSPz 11-2装甲偵察車クルツ（＝短）に対し、ラング（＝長）車体であるため、この名で呼ばれる。
スイスのイスパノ・スイザ社によって開発され、ロールス・ロイス製のエンジンを使用しており、この時代の装甲兵員輸送車の武装としては強力な20mm機関砲を装備している。
当初1万輌の調達が見込まれたが、いくつかの問題により2000輌に限定された。

## 背景
戦車に関してはM47パットンやM41軽戦車のようなアメリカ製装備の供与を受けた新生ドイツ連邦軍であったが、装甲車に関してはM113のような前線への輸送を主体とした車輌には魅力を感じていなかった。
ドイツ連邦軍は第二次世界大戦における装甲擲弾兵部隊の経験から、戦車とともに機動し乗車戦闘を行える車輌を要求し、ラング歩兵戦闘車はそれに応えるものとして開発された。ドイツ連邦軍は本車を分隊の装備の一部として考えており、分隊は車輌とともに攻守の戦闘を行うよう訓練されていた。

## 特徴
ラング歩兵戦闘車は敵の対戦車兵器、軽装甲車へ対処し、戦車をこれらへの対処から解放し対戦車戦闘に集中させるため、小型の砲塔にこの時代としては強力な20mm機関砲とペリスコープを備えていた。この砲塔を含んでも本車はM113に対して60cm以上車高が低く、これは戦場において有利な要素であった。
M113などとは異なり浮行能力を備えていなかったが、ドイツ連邦軍は本車を主力戦車と協同した作戦の構成要素ととらえていたため浮行能力の欠如は大きな問題とはみなされなかった。
車上には2000発の20mm弾薬が用意されており、同種の装甲車に比して強力な正面装甲は20mm弾を防ぐことができた。しかし充実した傾斜装甲によりM113に対し重量が2t以上重くなる一方、兵員の収容数は半分にも満たない5名にすぎなかった。また兵員の携行火器による乗車戦闘を可能とするため上面ハッチは大きく観音開きできたが、これによりNBC兵器への防護は期待できなくなった。
また、ドイツ連邦は装甲兵員輸送車ではなく歩兵戦闘車の調達を目指していたにもかかわらず、予算上の問題から機械化歩兵旅団の歩兵は初期にはトラック、のちにM113によって輸送されていた。

## 運用
短い開発期間とメーカーの経験の浅さに起因する初期トラブルは配備初期のラング歩兵戦闘車の悪評に一役買った。トラブルはエンジン、冷却装置、操行装置、サスペンションに発生した。これらの問題は60年代半ばまでに解決した。
しかしながら問題点はあまりにも多く、少なくない連邦軍士官たちはこの車輌を任務に適さないとみなしていた。エンジンは本来9t程度の車輌に適したものであり明らかに力不足で、しかもスペースの都合からアクセスハッチは車体の下部に設けられたため野外での整備は困難となった。
元々対空自走砲用として開発されていた車体であるため、エンジンが後方にありM113のような乗降用ランプドアを設置できず、後部左側に観音開き式の小ハッチがあるだけで、実際には車体上面ハッチからしか乗降できないのも問題であった。
最初のラング歩兵戦闘車は1958年に配備され、マルダー歩兵戦闘車に置き換えられる1971年まで現役にあった。その後予備の装備として80年代までドイツ連邦軍に残った。また20両程度の中古車輌がペルーへ輸出された。

## スキャンダル
初期の機械的問題とドイツ連邦軍の必要量をはるかに超える1万輌の発注は疑念を呼んだ。フランクフルター・ルンドゥシャウ紙などによりラング歩兵戦闘車の調達にかかわった主要人物が230万マルクもの賄賂を受けていたこと、さらに当時の首相コンラート・アデナウアーが党首を務めるドイツキリスト教民主同盟が調達の支援の見返りとして最終的な調達予算総額の約1割にあたる5000万マルクもの寄付を受けていたこともわかり、大きな問題となった。

## バリエーション

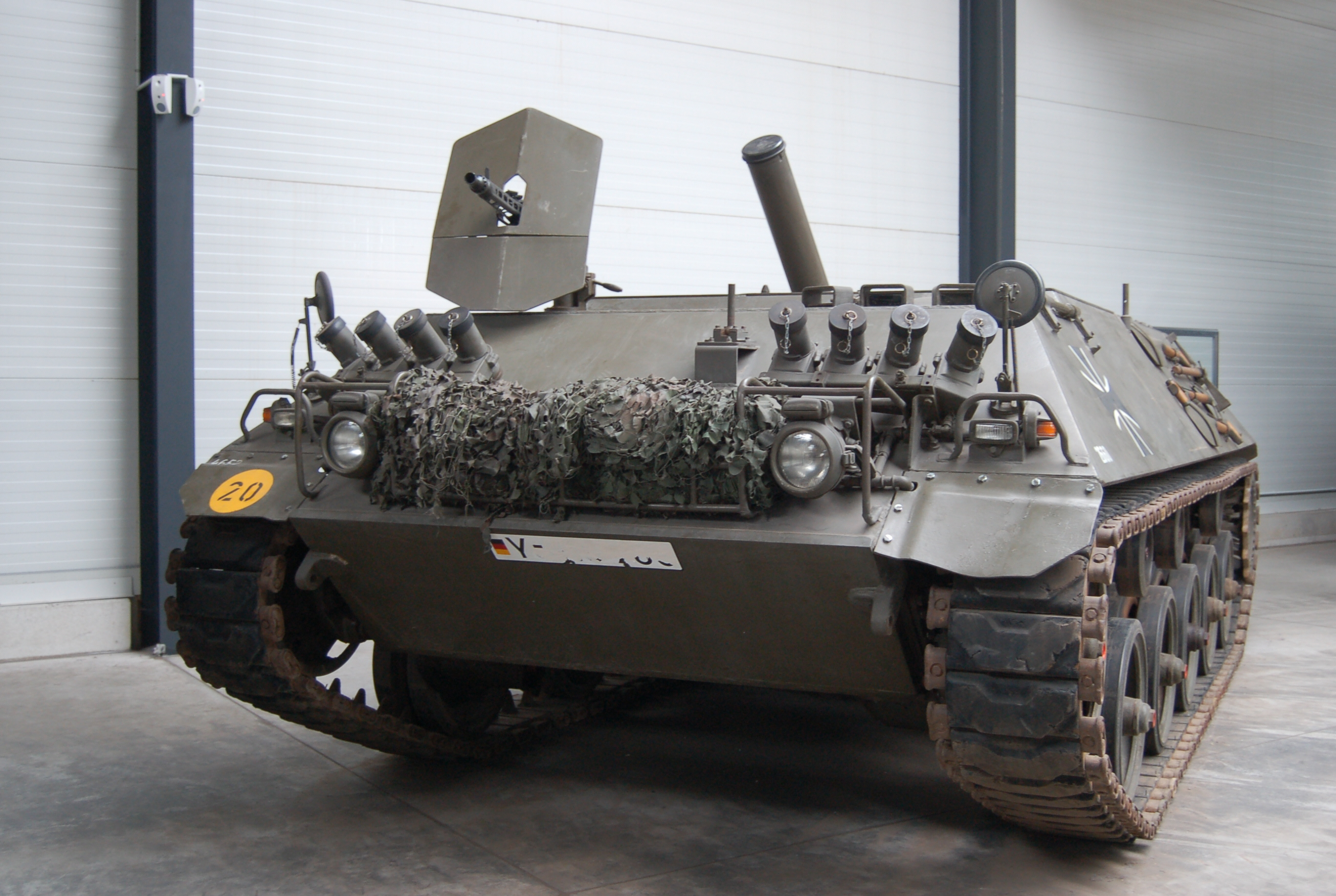
Schützenpanzer lang, Panzermörser. 81mm自走迫撃砲

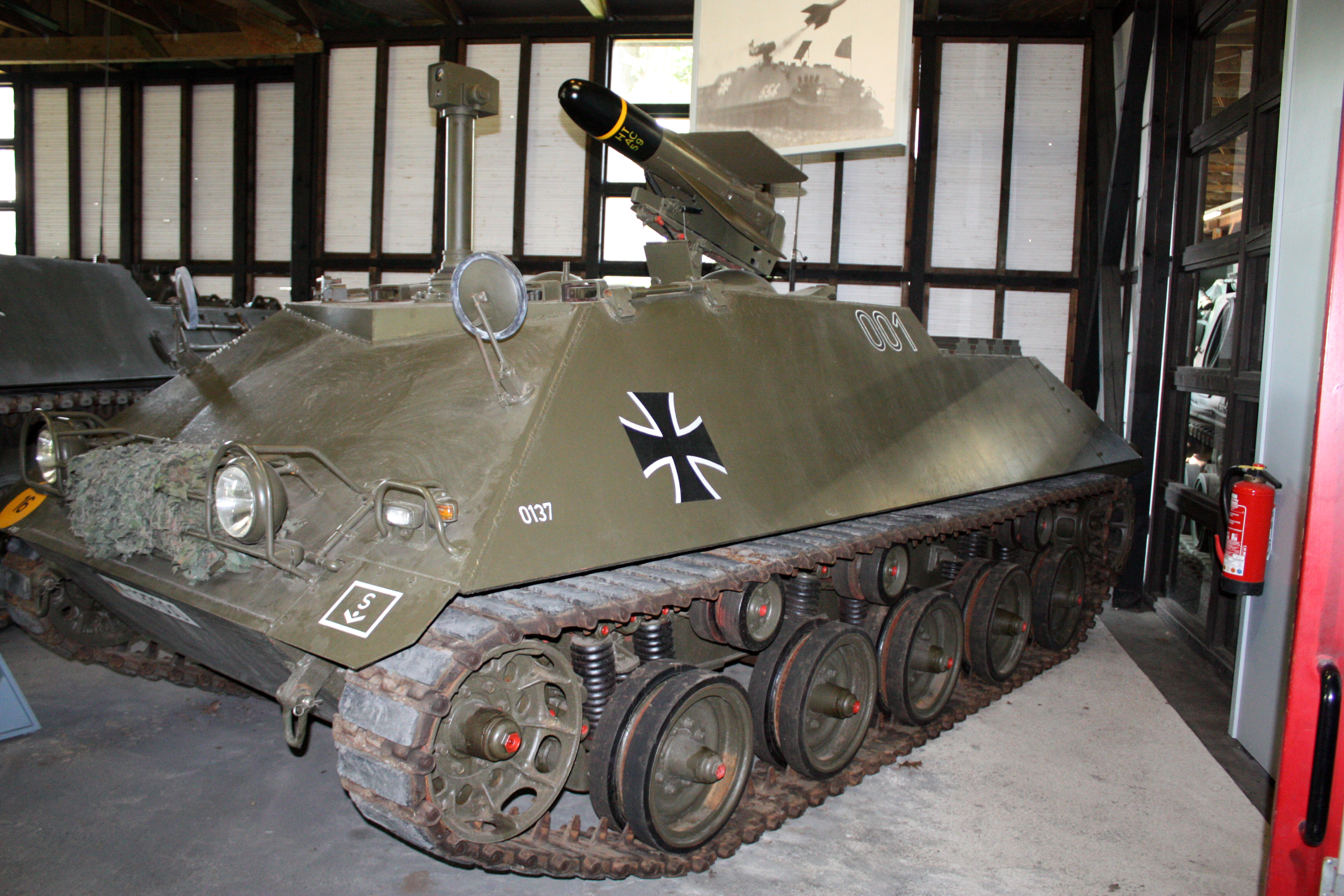
ラケーテンヤークトパンツァー1. 対戦車ミサイル車両

Schützenpanzer lang, Gruppe
通常の歩兵戦闘車。
Schützenpanzer lang, FüFu
装甲指揮車。
Schützenpanzer lang, LGS M40A1
自走対戦車砲。M40 106mm無反動砲装備。
Schützenpanzer lang, Panzermörser
自走迫撃砲。81mm迫撃砲装備、のちに120mm迫撃砲へ換装。
Schützenpanzer lang, Feuerleitpanzer
砲兵観測車。
カノーネンヤークトパンツァー
シャーシをもとにした自走対戦車砲。40.4口径 90mm対戦車砲を装備。
ラケーテンヤークトパンツァー1
シャーシをもとにした自走対戦車ミサイル。SS.11対戦車ミサイルを装備。
ラケーテンヤークトパンツァー2
シャーシをもとにした自走対戦車ミサイル。SS.11対戦車ミサイルを装備。
ヤグアル1
シャーシをもとにした自走対戦車ミサイル。HOT対戦車ミサイルを装備。
ヤグアル2
シャーシをもとにした自走対戦車ミサイル。BGM-71 TOW対戦車ミサイルを装備。